# Estación Riachuelo (Corrientes)
Riachuelo es una estación de ferrocarril ubicada en la localidad Homónima, en el  Departamento Capital en la Provincia de Corrientes, República Argentina.

## Servicios
Se encuentra precedida por el Desvío El Sombrero y le sigue la Estación Corrientes. desde 1993 no presta servicios ni de carga ni de pasajeros.

## Proyecto de Reapertura
La Empresa Privada Provincial   Ferrocarriles Correntinos S.A. En 2014 Obtuvo la licitación para el corredor (Monte Caseros - Corrientes), sin embargo nunca inició sus operaciones ya que fue liquidada por el estado provincial   en 2016 quedando sin rehabilitar el corredor. [cita requerida]